# Michka Assayas

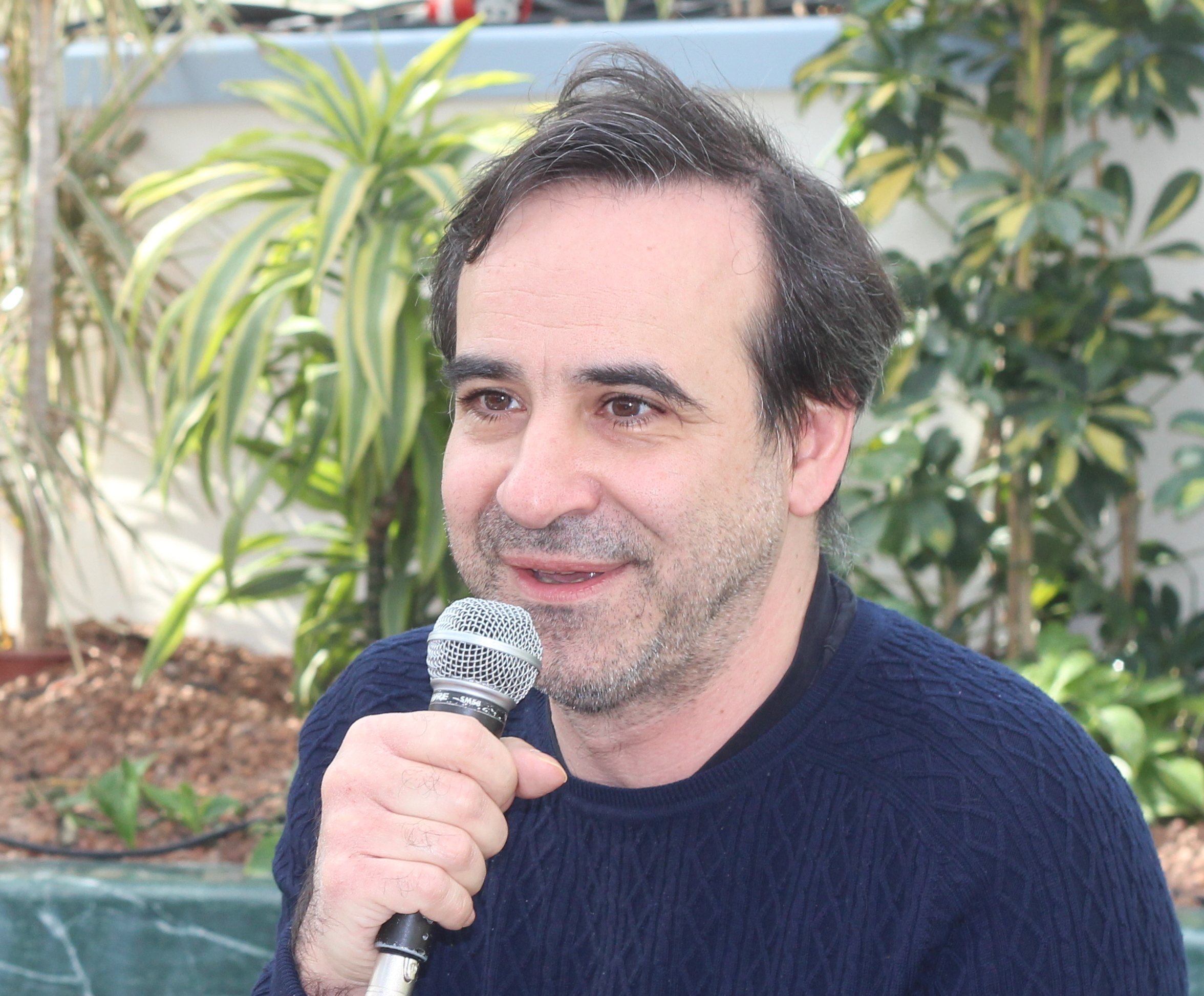
Michka Assayas

Michka Assayas (* 2. November 1958 in Paris) ist ein französischer Autor und Musikjournalist. In Frankreich machte er sich durch seine Rockkritiken und durch das 2000 veröffentlichte Dictionnaire du rock einen Namen. Für seinen Roman Exhibition, der auch in deutscher Übersetzung erschien, erhielt er 2002 den Prix Découverte Figaro Magazine-Fouquet's und 2003 den Prix des Deux Magots. Der Roman ist eine Hommage an den Rock und Punk der 1970er und 1980er Jahre.

## Leben
Michka Assayas ist der Sohn des italienisch-französischen Drehbuchautors Raymond Assayas alias Jacques Rémy. Seine Mutter Catherine de Károlyi (1919–2006) kam aus einer kleinadligen calvinistischen Familie aus Ungarn, war Mannequin für Dior und Balmain und arbeitete als Designerin u. a. für Hermès. Sein älterer Bruder Olivier Assayas ist Regisseur und Drehbuchautor.
Nach seinem Abschluss an der École normale supérieure de Fontenay-Saint-Cloud schrieb er seit Anfang der 1980er Jahre für Rock & Folk schwerpunktmäßig über Post-Punk-Gruppen wie Joy Division und New Order. Danach schrieb er Leitartikel für Libération und für die erste Ausgabe der Zeitschrift Les Inrockuptibles. Beiträge von ihm erschienen in VSD, 7 à Paris, Actuel und Le Monde de la musique.
Im Jahr 2000 gab er das Dictionnaire du rock in drei Bänden mit zusammen 2650 Seiten heraus. Zeitweise war er Redakteur in den Sendungen von Bernard Lenoir auf France Inter. Seit langem mit dem Sänger Bono von U2 befreundet, konnte er diesen dazu gewinnen, 2005 als Autor eines Buches über ihre gemeinsamen Gespräche zu zeichnen.
Zwischen 2008 und 2012 führte er jeden Sonntag um 22 Uhr auf France Musique durch die Sendung Subjectif 21 zur Geschichte der Rockmusik.

## Werke

### Romane
- 1990: Les années vides
- 1994: Dans sa peau
- 2002: Exhibition
  - Deutsche Übersetzung: Zu wahr um schön zu sein. Aus dem Französischen von Brigitte Große. Köln: DuMont-Literatur-und-Kunst-Verlag, 2004, ISBN 3-8321-7841-4
- 2009: Solo
- 2011: Faute d'identité

### Chroniken
- 1991: Contre-feu

### Über Rock
- 1996: Les Beatles et les années 60 (mit Claudius)
- 2000: Dictionnaire du rock (Herausgeber)
- 2005: Bono par Bono, Gespräche mit Michka Assayas
  - Deutsche Übersetzung: Bono über Bono: Gespräche mit Michka Assayas. Aus dem Englischen von Kristian Lutze. Köln: Kiepenheuer und Witsch, 2005, ISBN 3-462-03473-1
- 2005: John Lennon: unfinished music (mit Claude Chastagner, Emma Lavigne und Grazia Caroni)
- 2009: New-wave, Photo-Journal 1977-1983 (mit Pierre René Worms)

### Drehbücher
- 1991: Sushi Sushi, Regisseur Laurent Perrin
- 1992: Sam suffit, Regisseur Virginie Thévenet

### Vorworte
- 1987: Le feu à sa vie von Jean-René Huguenin
- 2004: Syd Barrett: le génie perdu de Pink Floyd de Tim Willis. Vorwort zur französischen Übersetzung von Marina Dick und Jean-Michel Espitallier
- 2006: Les 1001 albums qu'il faut avoir écoutés dans sa vie : Rock, Hip Hop, Soul, Dance, World music, Pop, Techno...

## Belege
1. ↑  Assayas, Michka (1958-....) bei der Bibliothèque nationale de France
2. ↑  Literaturpreise 2002 bei prix-litteraires.net
3. ↑  Literaturpreise 2003 bei prix-litteraires.net
4. ↑  Michka Assayas: Zu wahr um schön zu sein bei perlentaucher.de
5. ↑   France Culture, abgerufen am 15. September 2016.
6. ↑  Michka Assayas. In: Rock & Folk. Nr. 170, März 1981
7. ↑  Michka Assayas. In: Rock & Folk. Nr. 196, Mai 1983
8. ↑  Subjectif 21 (Memento des Originals vom 1. Februar 2009 im Internet Archive)  Info: Der Archivlink wurde automatisch eingesetzt und noch nicht geprüft. Bitte prüfe Original- und Archivlink gemäß Anleitung und entferne dann diesen Hinweis. bei radiofrance.fr

| Personendaten    | Personendaten                           |
| ---------------- | --------------------------------------- |
| NAME             | Assayas, Michka                         |
| KURZBESCHREIBUNG | französischer Autor und Musikjournalist |
| GEBURTSDATUM     | 2. November 1958                        |
| GEBURTSORT       | Paris                                   |